# Alon A-4
Conçu aux États-Unis pendant les années 1960, le XA-4 était un prototype de développement à quatre places de l'ERCO Ercoupe, propulsé par un moteur Lycoming O-320-A de 150 ch (112 kW) et prenant l'air la première fois le 25 février 1966. Il ne fut toutefois jamais produit en série.

## Conception et développement
La société Alon, Inc. de McPherson, dans l'état du Kansas, fut fondée par deux anciens exécutifs de Beechcraft en 1963. Elle produisit initialement une version améliorée de l'Ercoupe, désigné Alon A-2.
En 1964, la société commença la conception d'un tout nouvel appareil léger à quatre places, désigné « Alon Four » (ou A-4). Il s'agissait d'un monoplan conventionnel à aile basse de construction entièrement métallique, doté d'un train d'atterrissage tricycle fixe. Alon produisit un prototype, qui effectua son premier vol le 25 février 1966. L'avion ne fut toutefois jamais mis en production avant que la compagnie ne soit vendue à Mooney Aircraft

### Spécifications techniques (XA-4)
Données de Jane's All the World's Aircraft 1966–67, Alon XA-4 Data.
Caractéristiques générales
- Équipage : 1 pilote
- Capacité : 3 passagers
- Longueur : 7,16 m
- Envergure : 9,75 m
- Hauteur : 2,46 m
- Surface alaire : 15 m2
- Profil :
- Ratio d'aspect : 6,31 : 1
- Masse à vide : 473 kg
- Masse typique : 975 kg
- Moteur : 1   moteur à pistons à 4 cylindres à plat refroidis par air Lycoming O-320-A de 150 ch (110 kW)

 Performances 
- Vitesse à ne jamais dépasser : 336 km/h
- Vitesse maximale : 241 km/h
- Vitesse de croisière : 225 km/h
- Vitesse de décrochage : 84 km/h  (en configuration « pleins volets »)
- Distance franchissable : 1 207 km  (à charge maximale + 45 min de réserve de carburant)
- Vitesse ascensionnelle : 243 m/min
- Charge alaire : 31,53 kg/m2
- Rapport poids-puissance : 3,15 kg/ch